# Garimellapadu
Garimellapadu es una ciudad censal situada en el distrito de Bhadradri Kothagudem en el estado de Telangana (India). Su población es de 6296 habitantes (2011). 

## Demografía
Según el censo de 2011 la población de Garimellapadu era de 6296 habitantes, de los cuales 3098 eran hombres y 3198 eran mujeres. Garimellapadu tiene una tasa media de alfabetización del 77,91%, superior a la media estatal del 67,02%: la alfabetización masculina es del 84,99%, y la alfabetización femenina del 71,13%.